# Calileptoneta cokendolpheri
Calileptoneta cokendolpheri är en spindelart som beskrevs av Ledford 2004. Calileptoneta cokendolpheri ingår i släktet Calileptoneta och familjen Leptonetidae. Inga underarter finns listade.